# Escut de Corea del Sud
L'escut de Corea del Sud, un emblema més que no un escut heràldic, consisteix en el símbol del taeguk, present també a la bandera estatal, envoltat per cinc pètals estilitzats i una cinta amb la inscripció en coreà 대한민국 Daehan Minguk ('República de Corea'), nom oficial de l'Estat, en caràcters hangul. Fou adoptat el 1963.
El taeguk, el símbol amb el Yin i el Yang, representa la pau i l'harmonia. Els cinc pètals estan relacionats amb la flor nacional coreana, l'Hibiscus syriacus.